# シエラレオネの通信網
シエラレオネの通信網（シエラレオネのつうしんもう）ではシエラレオネの電話・通信・放送に関する資料を提示する。

## 電話
- 固定電話の回線数 - 約25,000回線（2001年）
- 携帯電話の回線数 - 約30,000回線（2001年）
- 電話システム 
電話及び電信業務の限界
国内 - 国内のマイクロ波無線装置は、フリータウンからボーとケネマ間まで接続
国外 - 「衛星地球局 - インテルサット」の中継局が1局 (大西洋)

## 放送
- ラジオ局の数 - AM 1局, FM 9局, 短波放送 1局（1999年）
- ラジオの台数 - 112万台（1997年）

- テレビ局の数 - 2局（2006年）
- テレビ受像機の台数 -  53,000台（1997年）

## インターネット
- インターネット接続業者の数 - 3業者（2006年）
- インターネット使用者の数 - 約20,000人（2001年）
- トップレベルドメイン（CcTLD）: .sl